# 1098年
| 千纪： | 2千纪 |
| 世纪： | 10世纪 \| 11世纪 \| 12世纪                                                                                 |
| 年代： | 1060年代 \| 1070年代 \| 1080年代 \| 1090年代 \| 1100年代 \| 1110年代 \| 1120年代                           |
| 年份： | 1093年 \| 1094年 \| 1095年 \| 1096年 \| 1097年 \| 1098年 \| 1099年 \| 1100年 \| 1101年 \| 1102年 \| 1103年 |
| 纪年： | 戊寅年（虎年）；辽寿昌四年；北宋紹聖五年，元符元年；西夏永安元年；大理明开二年；越南會豐七年；日本承德二年 |

## 大事记
- 小梁太后偕同夏崇宗李乾順再次猛攻平夏城，但西夏軍遇到大雪人困馬乏，最終慘敗，史稱平夏城之戰。隨後宋軍興建西安州與天都寨，打通涇原路與熙河路，控制橫山大部分地區後，秦州變成內地，宋軍取得對西夏戰略上的優勢。
- 埃澤薩軍事長官索羅斯被刺殺，養子和繼承人*布洛涅的鮑德溫成為埃澤薩第一任伯爵，建立埃澤薩伯國。
- 第一次十字軍將領博希蒙德一世攻陷薩拉森人在敘利亞的防衛重鎮安條克後，在該城建立了完全照搬歐洲封建制度的十字軍國家安條克公國。
- 法蒂瑪王朝從塞爾柱帝國奪回耶路撒冷。

## 出生
- 賓根的赫德嘉，德國人，修院領袖、作家、神學家與作曲家。（1179年去世，81岁）